# Нікола Янович
Нікола Янович (22 березня 1980) — чорногорський ватерполіст.
Учасник Олімпійських Ігор 2008, 2012 років. Чемпіон світу з водних видів спорту 2005 року.